# Антоновка (Прокопьевский район)
Анто́новка — деревня в Прокопьевском районе Кемеровской области. Входит в состав Кузбасского сельского поселения.

## География
Центральная часть населённого пункта расположена на высоте 308 м над уровнем моря.

## Население
| 2010 |
| ---- |
| 77   |

### Половой состав
По данным Всероссийской переписи населения 2010 года, в деревне Антоновка проживало 77 человек (45 мужчин, 32 женщины).